# Македонски въпрос
Македонският въпрос или по-рядко Македонското питане (на македонска литературна норма: Македонско прашање; на гръцки: Μακεδονικό ζήτημα, Македонико Зитима, на сръбски: Македонско питање или Makedonsko pitanje) се нарича въпросът за принадлежността на територията, населението и историческото наследство на Македония по време и след разпадането на Османската империя в края на XIX век и началото на XX век. Македонският въпрос е съставна част от така наречения Източен въпрос.

## История до 1945
Македонският въпрос е съставна част от българския национален въпрос, условно обозначение на борбите на българския народ за освобождение на Македония, която, заедно с Одринско, по силата на Берлинския договор 1878 г., остава и след Освобождението на България под прякото владение на Османска Турция. Според Енциклопедия Британика от 1911 година: 
| „ | Берлинският договор със своето изкуствено разделение на българската раса създаде трудния и заплетен македонски въпрос. | “ |

Първоначално борбата се води стихийно, поради което резултатите са почти нищожни. Първият опит за премахване на османската власт в двете области е Кресненско-Разложкото въстание 1878 – 1879 г., което завършва без успех. В началото на 1880-те години се осъзнава, че международната обстановка не е благоприятна за радикално разрешаване на българския национален въпрос, поради което решаването на македонския въпрос минава на заден план, отстъпвайки на борбата за съединение на Източна Румелия с Княжество България. Тази акция завършва с успех през 1885 г. и на свой ред дава тласък на борбите на българите в Македония и Тракия за извоюване на своята свобода.
След създаването на Вътрешната македоно-одринска революционна организация (ВМОРО) през 1893 г. в Солун борбата в Македония и Одринско приема организиран характер.
Две години по-късно се създава и Македонският комитет в София, прераснал скоро след това във Върховен македоно-одрински комитет (ВМОК). Между двете организации няма противоречие по въпроса за крайната цел на борбата на македонските българи – пълното им освобождаване от османска власт. Различията между тях са по тактиката за постигането на тази цел. Докато ВМОРО тръгва по пътя на самостоятелна борба, ВМОК разчита повече на непосредствената материална подкрепа от свободното Българско княжество. В определени моменти двете организации взаимно си сътрудничат и подпомагат, но в повечето случаи те действат самостоятелно, а понякога и една срещу друга.
Това обстоятелство дава своето отрицателно отражение върху осъществяването на крайната цел. Без съгласието и даже против ВМОРО ВМОК организира Горноджумайското въстание през 1902 г. Въстанието завършва без успех. Неговото потушаване силно разрушава мрежата на ВМОРО в Пиринския край.
Връхна точка в борбата на македонските българи за освобождаването им от османска власт е Илинденско-Преображенското въстание – 1903 г., организирано и ръководено от ВМОРО. Въстанието показва на света, че те не желаят половинчати преобразувания от рода на Пъдарските реформи и Мюрцщегските реформи от 1903 – 1908 г., предлагани им от Великите сили, а свобода, подобна на сънародниците им от Княжество България.
Поражението на въстанието нанася силен удар и на ВМОРО, поради който тя години наред не може да се съвземе. Освен това в нейните редове започват да се формират течения, с което още повече отслабва силата и като революционна организация. Надеждите на повечето от македонските българи все повече започват да се насочват към България.
Извършената Младотурска революция през 1908 г. не само че не разрешава македонския въпрос, но го изправя и пред още по-трудна ситуация. Част от дейците на ВМОРО се подвеждат по големите обещания на новата турска управа и се легализират. Едва когато става ясно, че и тези управници се придържат по отношение на македонските българи към старата политика на турските султани, те се озовават в планините и продължават предишната си революционна дейност.
През есента на 1912 г. избухва Балканската война, в която срещу Високата порта освен България се изправят още Сърбия, Гърция и Черна гора. За по-малко от година Османската империя е разгромена и изтласкана от европейските ѝ предели. Македония се освобождава от османска власт, но по-голямата част от нея се оказва в ново чуждестранно владичество – на Сърбия и Гърция. Докато българската армия се сражава на главния боен театър срещу турските войски, двете дотогавашни съюзнички на България тайно се договарят и окупират Вардарска и Егейска (Беломорска) Македония. На всички апели на София за разрешаването на македонския въпрос с оглед на историческите и етническите съображения и още – с реалните заслуги за победата над Османската империя, управляващите среди в Белград и Атина отговарят с категоричен отказ. Тази им позиция става една от главните причини за последвалата Междусъюзническа война 1913 г. Претърпяла поражение във военните си действия срещу двете свои бивши съюзнички, България не е в състояние да промени положението, в което се оказва Македония след Балканската война.
През лятото на 1914 г. избухва Първата световна война. България отначало прокламира неутралитет спрямо воюващите държави. През есента на 1915 г. тя изоставя тази си позиция и се намесва във войната на страната на Тройния съюз. Една от причините да се ориентира към тях са дадените по-изгодни обещания, отколкото тези от Антантата, за решаването на македонския въпрос – на България се предоставя правото не само над безспорната, но и над спорната зона във Вардарска Македония, очертани още в навечерието на Балканската война. За съдбата на Егейска Македония се изчаква решението на Гърция. Ако тя премине на страната на Съглашението, то и тази област ще се предостави на България.
Само за няколко месеца българските войски, съвместно с войските на Австро-Унгария и Германия, изтласкват сръбската армия не само от Тимошко и Поморавието, но и от Вардарска Македония. Веднага след това тази област е обособена във военно губернаторство със седалище в Скопие, начело с ген. Рачо Петров. След като през 1916 г. Гърция се намесва във войната като съюзник на Антантата, и Егейска Македония преминава под управлението на България. Тази област също е обособена във военно губернаторство със седалище в Драма. След военното поражение на България в Първата световна война тя е принудена да напусне Вардарска и Егейска Македония, които отново преминават във владение на Сърбия (от декември 1918 г. вече Сърбо-хърватско-словенско кралство) и Гърция. За да заличи присъствието не само на българския елемент, но и на всичко, което напомня за Македония, Белград обявява Вардарска Македония за „Южна Сърбия“. Гърция на свой ред също предприема незабавни мерки за обезбългаряване на Егейска Македония, като заставя по насилствен начин по-голямата част от живеещото в нея население да напусне родните си места. При това кралска Югославия успява да сложи ръка и на Струмица и нейната околност, които също включва в пределите на „Южна Сърбия“.
След Първата Световна Война България води непоследователна политика по македонския въпрос. Тя ту се сближава с Югославия, ту заема позиция на неутралитет. Липсата на решителност принуждава лидера на ВМРО Иван Михайлов, който вече е със смъртна присъда в България да реагира гневно през 1936 г. от чужбина. Михайлов твърди, че такава политика на пълна незинтересованост от страна на държавата към българите в Югославия ще доведе дотам, че скоро сърбите ще започнат да търсят някакво югославско малцинство в България. И се оказва прав. През годините на Втората световна война 1939 – 1945 г., след разгрома на Югославия и Гърция от хитлеристка Германия и фашистка Италия, България без да участва във военни операции отново стъпва във Вардарска и Егейска Македония и до есента на 1944 г. ги счита като неделима част от своята територия.
По време на българската окупация на Македония възниква конфликт между комунистическите партии в България и Югославия за контрол над местните комунистически структури, като след намесата на съветския диктатор Йосиф Сталин те остават под югославски контрол. Прокомунистическите Антифашистко събрание за народно освобождение на Югославия и Отечествен фронт се обявяват за обединяване на „македонския народ“ в неговите географски и исторически граници и на 2 август 1944 година югославската комунистическа съпротива обявява създаването на Демократична Македония, която трябва да обедини цялата област в рамките на федеративна Югославия.
След обявяването на война на Германия страната ни самоволно се оттегля от тези територии и ги преотстъпва без съпротива на Титовите партизани и гръцки комунистически групировки. Хората с българско съзнание там са подложени след оттеглянето на армията ни масово на репресии и издевателства.

## След 1945
Като резултат в последвалия следвоенен период Югославия, управлявана от Йосип Броз Тито, не крие своите аспирации и към пиринската част на Македония, която още от 1912 г. е в състава на България. Същевременно в Югославия се провежда политика на изграждане на македонска нация на основата на крайна българофобия чрез фалшификация на историческите събития и процеси. От Белград се отправят различни предложения към българското правителство: в замяна на Пиринска Македония да получим Западните покрайнини, като се създаде Южно-славянска федерация, в която България (без Пиринска Македония, която незабавно ще се присъедини към Вардарска Македония) стане седмата съюзна република в нея. Преди да се осъществи този план на югославското ръководство, в Пиринския край се допускат „македонски емисари“, които се заемат с пропагандирането на новия македонския език сред българското население там. След войната и Гърция предприема незабавни мерки за възстановяване на довоенното си господство в Егейска Македония. Българският език отново е забранен за използване на обществени места. Реакцията на България е пасивна и примиренческа. Нещо повече – под влияние и по настояване на премиера Георги Димитров, се провежда кампания на вписване на народност „македонец“ в личните документи на български граждани. Следва период на неясна и двусмислена политика от страна на България по македонския въпрос.
След разрива между Сталин и Тито през 1948 година, започва известна промяна в българските позиции. Така на 5-ия конгрес на БКП през декември, се оформя разрив между София и „предателската клика“ в Белград. Димитров жестоко критикува „антибългарската шовинистическа пропаганда“ на „агентите на Колишевски“ в Пиринския край. Той декларира, че населението там говори български език като матерен, че е отхвърлило натрапвания и „неразбираем“ за него „официален“ македонски и че „от незапомнени времена се чувства свързано с българския народ и не желае да се отделя от него“. Скопските управници са отново обвинени в „една системна кампания против всичко българско“ в НРМ. Тази нова ситуация отваря възможност за завръщане към определени традиционни разбирания по македонския въпрос. От 1949 г. нататък тонът спрямо Югославия допълнително се изостря и практически всякакви контакти между двете страни са прекратени.
След Априлския пленум от 1956 г. идва на власт ново поколение ръководители, начело с Тодор Живков. Сгоден повод за окончателно преразглеждане на политиката по македонския въпрос дава новият конфликт между Белград и Москва през ноември 1957 г. Живков и неговите приближени започват да следват една все по-твърда линия, както по отношение на всичко, свързано с настоящето и бъдещето на Пиринския край, така и с миналото на географска Македония като цяло. Така на 11 март 1963 г., на пленум на ЦК на БКП се слага край на колебливата линия в политиката на БКП, започнала през 1948 г. Живков открито критикува грешките на Комунистическата партия и категорично заявява, че никаква македонска народност, никаква македонска нация и държава не са съществували през Средновековието и Възраждането, но във Вардарска Македония в рамките на създадената през август 1944 г. Социалистическа Република Македония постепенно се формира македонско национално съзнание. Живков твърди, че отделен простонароден и книжовен славянски македонски национален език никога не е имало. Македонският език е народен език, наречие от нашите западни наречия, диалект, но след 1945 г. такъв македонски език е изкуствено създаден в Скопие. Живков начертава и бъдещата политика: публично признаване на обективното съществуване на Македонската народна република, но без примиряване македонското национално съзнание да се формира и да се изгражда на противобългарска основа. За Пиринския край Живков е също категоричен, че населението там е част от българската нация и през 1946 г. партията е извършила насилие върху неговата воля, но сега трябва да се противопоставя категорично на опитите то да бъде третирано като македонско.
Напрежението между България и Югославия по македонския въпрос се засилва след ноември 1966 година, когато председателят на Съюза на българските писатели Георги Джагаров отказва да подпише споразумение за сътрудничество Дружеството на писателите на Македония, съставено и на македонски език, като поставя началото на т.нар. езиков спор. Малко по-късно, по време на официално посещение в Белград и в присъствието на Тито, Живков остро напада македонския лидер Кръсте Цървенковски. През следващите месеци кризата продължава с взаимни нападки в печата в двете страни, а след окупацията на Чехословакия през август 1968 година започва концентрация на военни сили от двете страни на границата. В края на 1969 година е постигнато известно намаляване на напрежението, но споровете продължават и през следващите години, като затихват донякъде през 80-те години с нарастването на вътрешните напрежения в Югославия и Възродителния процес в България.

## След 1990
В края на 1980-те и началото на 1990-те години при краха на комунизма и разпадането на Югославия, Вардарска Македония се провъзгласява за независима държава под името Република Македония. България първа в света, на 15 януари 1992 г., признава нейната независимост и оказва решаваща икономическа, военна и политическа подкрепа на младата държава. Вместо благодарност в Скопие обаче продължават да настояват да се признае „македонско малцинство“ и „македонски език“ в България. В бившата югославска република властите подклаждат перманентно антибългарски настроения, опитвайки се да компрометират България и българския народ и преследвайки гражданите си с изявено българско самосъзнание.
Двустранните отношения между Република Македония и България се основават на тяхната Съвместна декларация от 22 февруари 1999. В края на 2008 г. България предлага да бъде подписан договор, осигуряващ добросъседски отношения между двете страни. Проектът е основан на Декларацията от 1999 г., и неговото приемане и приложение ще направи възможно оказването на българска подкрепа за присъединяването на Република Македония към Европейския съюз. Не е получен отговор на предложението от македонска страна, като едва в началото на март 2010 г. властите в Скопие признават под български натиск за съществуването на такова предложение. В наши дни националистически партии като Възраждане включват в програмите си културна, стопанска и политическа интеграция между Северна Македония и България до обединението им. Някои сръбски националисти след разпада на Югославия също признават, че поне част от славянското население на Македония е с български произход, "македонският език" е местна версия на българският, а зад създаването на македонската югорепублика има противобългарски геополитически мотиви и са готови да приемат присъединяване към България на част от територията на Северна Македония - при някои на цялата територия южно от Скопие, в името на възможно българо - сръбско помирение.

## Галерия
- Етнографска карта на Македония от 1847 г. на Ами Буе
- Граници на Българската екзархия от атласа на Димитър Ризов
- Граници на България по Санстефанския договор
- Етнографска карта на Македония от 1900 г. на Васил Кънчов